# Saarepeedi
Saarepeedi è un ex comune dell'Estonia situato nella contea di Viljandimaa, nell'Estonia meridionale; classificato come comune rurale, il centro amministrativo era l'omonima località (in estone küla).
Nel 2013 è confluito, insieme a Paistu, Pärsti e Viiratsi, nel nuovo comune rurale di Viljandi.

## Località
Oltre al capoluogo, il centro abitato comprende altre 11 località.
Aindu - Auksi - Karula - Kokaviidika - Moori - Peetrimõisa - Taari - Tobraselja - Tõnissaare - Välgita - Võistre